# Cosimo Morelli

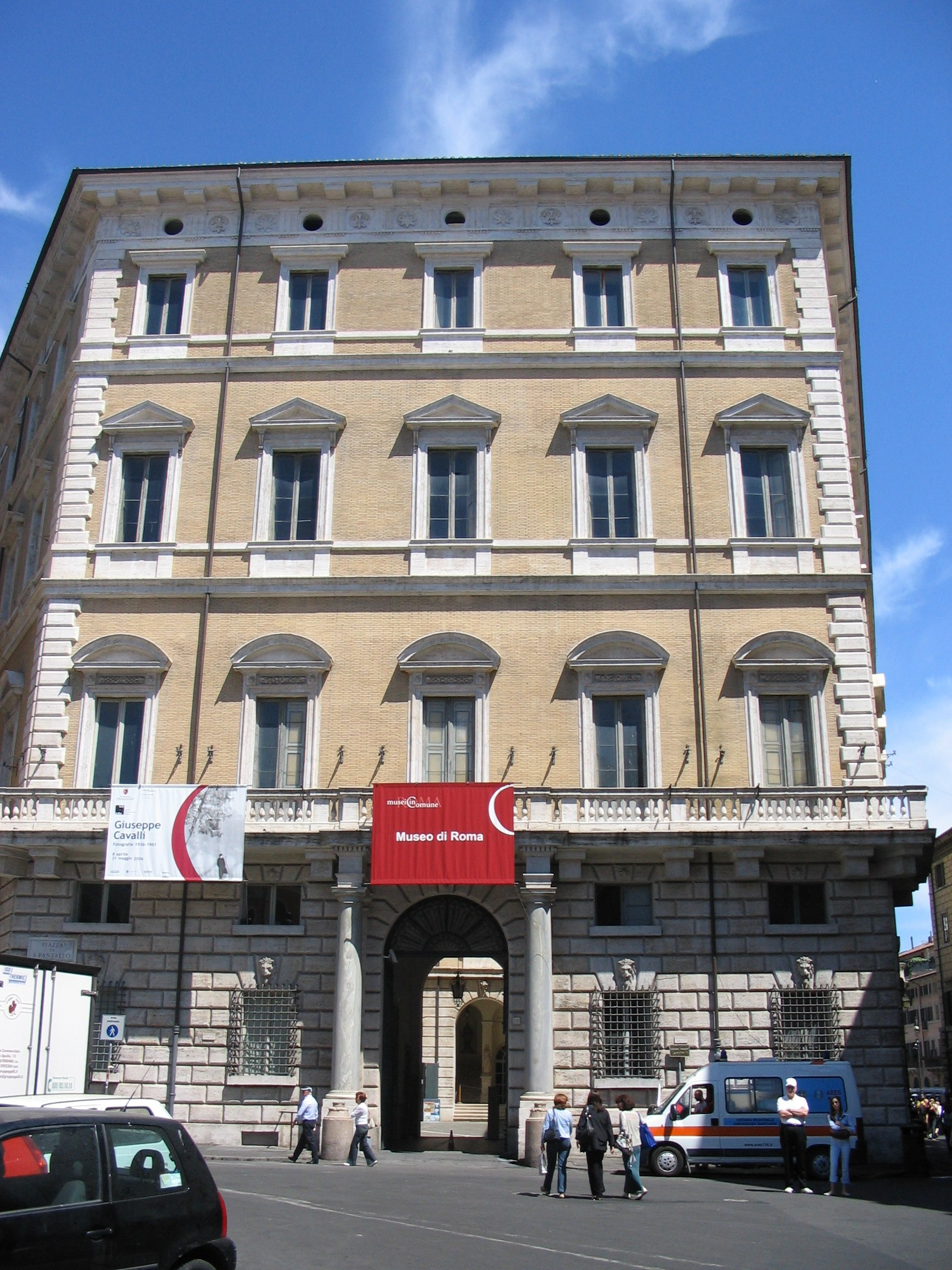
Palazzo Braschi, Rzym

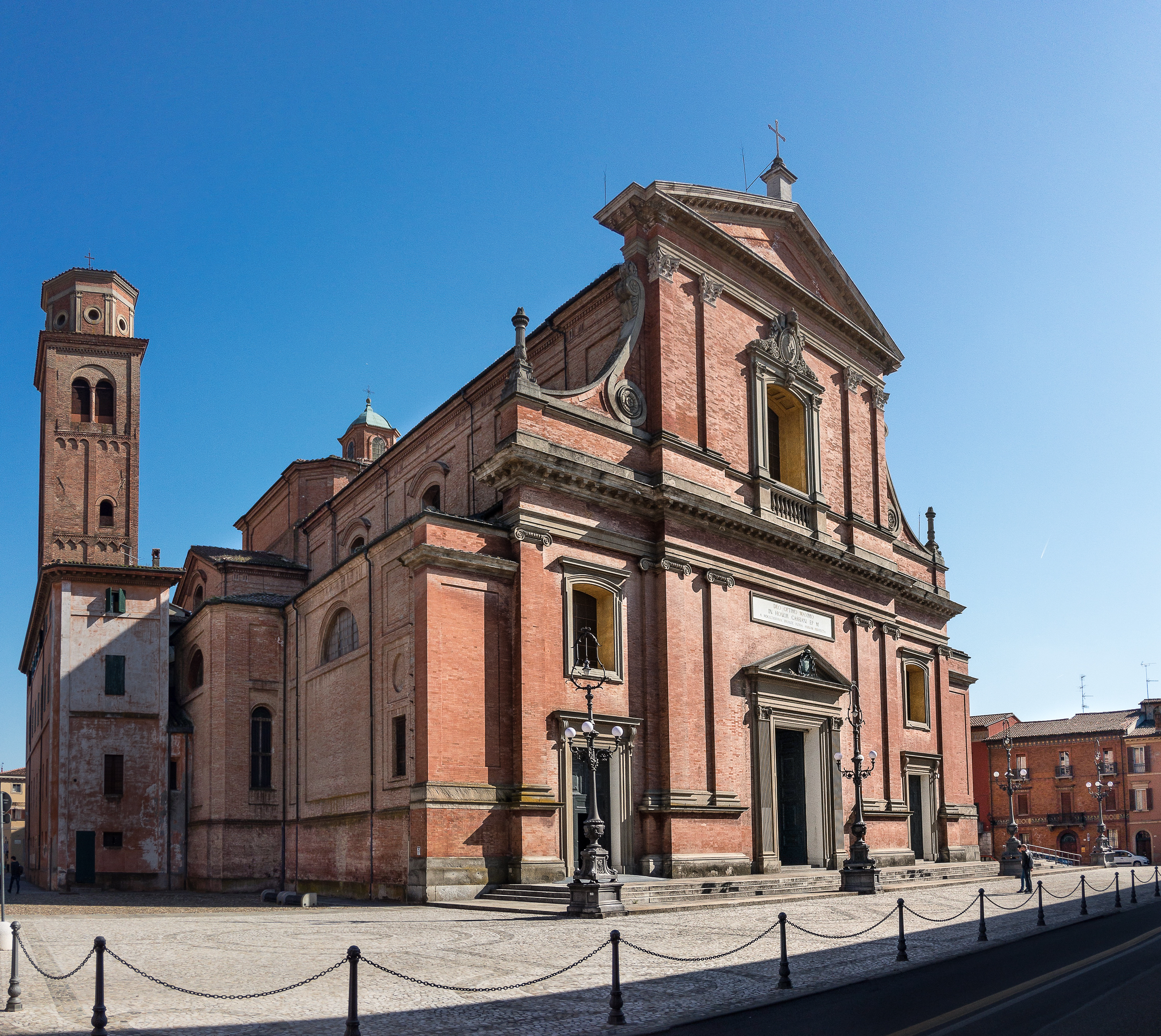
Duomo, Imola

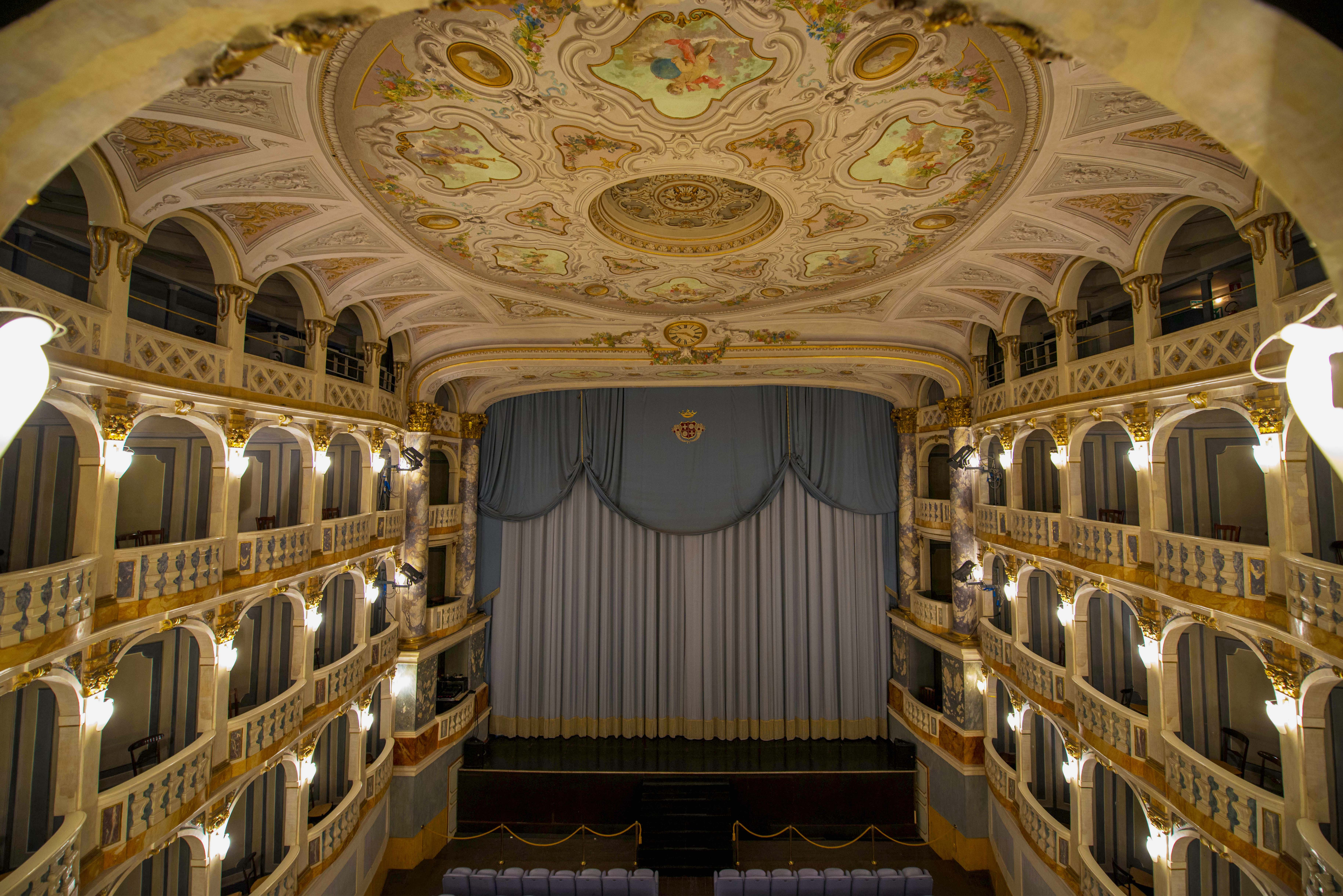
Teatro Lauro Rossi, Macerata

Cosimo Morelli, właśc. Francesco Cosimo Cassiano Morelli (ur. 6 października 1732 w Imoli, zm. 26 lutego 1812 tamże) – włoski architekt.

## Biografia
Cosimo Morelli urodził się 6 października 1732 w Imoli w Emilii-Romanii. Był synem architekta-przedsiębiorcy Domenica Marii oraz Marii Vittorii Costa. Wdrażał się w warsztat geometry pod kierunkiem jezuity Vincenza Saviniego. Praktykował również u swego ojca oraz u wuja Domenica Trifogliego.
W latach 1751–1759 uczestniczył w pracach konstrukcyjnych prowadzonych w Imoli i Massalombardi. Przebywając w Rzymie w 1759 roku poznał przyszłego papieża Piusa VI i oraz innych purpuratów, którzy wspierali później jego karierę. Morelli stał się jednym z najaktywniejszych architektów Państwa Kościelnego, realizował prestiżowe zlecenia. Posiadał umiejętności techniczne i organizacyjne. Dysponując własnym sprawdzonym zespołem rzemieślników i malarzy, m.in. Antonio Villa i Alessandro Della Nave, symulował drogie motywy zdobnicze w malarstwie, obniżając koszty. Jego firma w pełni potrafiła zaspokoić oczekiwania estetyczne hierarchów, arystokracji i mieszczan.
Na początku lat sześćdziesiątych XVIII w. Morelli zaczął w projektach odchodzić od barokowej dekoracyjności, stopniowo wybierając rozwiązania nowocześniejsze. Za najważniejsze zrealizowane Morelliego projety uważane są: katedra w Imoli oraz fasada Palazzo Braschi w Rzymie. Morelli zaprojektował m.in.: katedry Maceracie i Fermo, teatry w Imoli, Fermo, Osimo i L’Aquila.
Zmarł w Imoli 26 lutego 1812 roku, został pochowany w kościele S. Maria in Regola w Imoli.

## Projekty
Zrealizowane projekty Cosima Morelliego, to m.in.:

### Rzym
- fasada Palazzo Braschi w Rzymie (1791)

### W diecezji Imola
- kościół S. Maria dell’Olivo w Imoli (1751)
- oratorium San Macario w Imoli (restauracja, 1756)
- wieża zegarowa w Massa Lombarda (1755–1758)
- ratusz w Massa Lombarda (1757)
- biblioteka franciszkanów (1761)
- biblioteka przy kościele Sant’Agata (1761)
- kolegiata S. Francesco w Lugo (1762)
- Collegio Trisi w Lugo (1764–1773)
- sanktuarium w Bagnarze (1765)
- katedra San Cassiano (restauracja) w Imoli (1765–1781)
- ratusz w Imoli (fasada, 1768)
- kościół S. Maria della Misericordia w Castel Bolognese (1772)
- kościół klarysek w Imoli (1772)
- pałac biskupi w Imoli (fasada, 1775)
- teatr Cavalieri Associati w Imoli (1785)
- kościół Santa Maria in Regola (restauracja) w Imoli (1780–1786)
- szpital S. Maria della Scaletta w Imoli (1781–1796)
- kościół San Petronio (restauracja) w Castel Bolognese (1783–1786)
- kościół Santo Stefano w Barbiano di Cotignola (1787)
- Palazzo Poggiolini w Imoli
- kościół San Prospero (1801–1827)

### W innych miastach Państwa Kościelnego
- Teatr Lauro Rossi w Maceracie (1765–1774)
- teatr miejski w Forlì (przed 1776)
- teatr Dell’Aquila w Forlì (przed 1790)
- Teatro Pergolesi w Jesi (1790)
- Katedra św. Juliana w Maceracie (1771–1790)